# Lodewijk van Tarente
Lodewijk van Tarente (circa 1320 - Napels, 26 mei 1362) was van 1346 tot aan zijn dood vorst van Tarente en van 1352 tot aan zijn dood koning-gemaal van Napels en graaf-gemaal van Provence. Hij behoorde tot het huis Anjou-Sicilië.

## Levensloop
Lodewijk was de tweede zoon van vorst Filips I van Tarente en Catharina van Valois, dochter van graaf Karel van Valois. 
Hij was een neef van zowel koningin Johanna I van Napels als van haar eerste echtgenoot Andreas van Calabrië en zijn oudere broer Robert had een open affaire met Johanna. Toen haar eerste echtgenoot Andreas in september 1345 werd vermoord, werden Johanna, Robert en Lodewijk er onmiddellijk van beschuldigd dat ze een moordcomplot tegen hem hadden gevoerd. Na de moord op Andreas werd Johanna sterk beïnvloed door Robert, maar rond oktober 1346 groeide haar band met Lodewijk. Dezelfde maand stierf Lodewijks moeder, waarna zijn broer Robert haar claim op het Latijnse Keizerrijk erfde. In ruil kreeg Lodewijk van zijn broer Robert het vorstendom Tarente toegewezen. 
Op 22 augustus 1347 vond het huwelijk tussen Johanna en Lodewijk plaats in Napels nadat ze wegens hun bloedverwantschap een pauselijke dispensatie hadden gekregen. Toen koning Lodewijk I van Hongarije kort nadien Napels binnenviel om de moord op zijn broer Andreas te wreken, vluchtte het pasgetrouwde echtpaar naar de Provence, waar Johanna gravin was. In Avignon ontmoetten ze paus Clemens VI, de feodale leenheer van Napels. Om hun huwelijk te verzekeren en de steun van de paus te verwerven tegen de beschuldigingen van Andreas' moord, verkochten ze de stad Avignon aan Clemens VI. 
Door de Zwarte Dood moesten de Hongaren in augustus 1348 Napels verlaten, waarna Johanna en Lodewijk terugkeerden naar hun koninkrijk. Vanaf 1349 werden op alle documenten voor het koninkrijk de namen van Lodewijk en Johanna vermeld en had Lodewijk de onbetwiste controle over de militaire forten. Op munten die tijdens hun gezamenlijke regering werden geslagen, werd de naam van Lodewijk boven die van zijn echtgenote vermeld. Toen de Hongaren Napels opnieuw aanvielen, nam Lodewijk voordeel uit de onrust die daarop volgde door de volledige koninklijke autoriteit naar zich toe te trekken. Hij zuiverde het hof van alle aanhangers van zijn echtgenote en elimineerde haar favoriet Enrico Caracciolo door hem in april 1349 van overspel te beschuldigen en vervolgens te laten executeren. 
In 1350 vielen de Hongaren nogmaals Napels aan en werden Lodewijk en Johanna gedwongen om naar Gaeta te vluchten. Loderwijk kon de Hongaarse troepen ternauwernood verslaan met de steun van paus Clemens VI. De paus berispte Lodewijk omdat "hij de koningin als gevangene en dienster behandelde" en aanvaardde om Lodewijk te erkennen als koning en co-heerser op voorwaarde dat hij het feit accepteerde dat hij in kroon in Johanna's recht bezat. Op 20 of 23 maart 1352 werd hij officieel tot co-heerser benoemd, waarna hij op Pinksteren 1352 tot koning werd gekroond. Ter gelegenheid van zijn kroning stichtte Lodewijk de Orde van de Knot in de hoop om de aangetaste reputatie van hem en zijn echtgenote te herstellen. In 1356 werden Johanna en Lodewijk in Messina tot heersers van Sicilië gekroond, maar ze slaagden er niet in om het eiland te veroveren, dat het huis Anjou in 1285 aan het huis Barcelona had verloren. 
Na het overlijden van paus Clemens VI werden Johanna en Lodewijk door paus Innocentius VI geëxcommuniceerd toen ze er niet slaagden om een jaarlijkse vergoeding aan de Heilige Stoel te betalen. Bij een bezoek in Avignon in 1360 werd de zaak opgelost. Hetzelfde jaar probeerde hij de Siciliaanse koning Frederik de Simpele te onttronen en Sicilië terug te winnen. Hoewel Lodewijk het grootste deel van het eiland kon veroveren, mislukte deze poging omdat de Siciliaanse adel in opstand kwam. 
In mei 1362 stierf Lodewijk, vermoedelijk aan de builenpest, waarna Johanna haar autoriteit over Napels onmiddellijk heropnam. Zijn echtgenote zou nog twee keer hertrouwen, maar Lodewijk was haar enige echtgenoot die de status van co-monarch had. Zijn Orde van de Knot werd direct ontbonden. Lodewijk werd naast zijn moeder bijgezet in de Territoriale abdij Montevergine en als graaf van Tarente werd hij opgevolgd door zijn jongere broer Filips II.

## Nakomelingen
Lodewijk en Johanna kregen twee dochters:
- Catharina (1348), jong gestorven
- Francisca (1350-1352)